# Тулюбаев, Жакан
Жакан Тулюбаев (1888 год, с. Коржункуль — 1975) — старший табунщик мясного совхоза «Арыктинский» Министерства совхозов СССР, Кургальджинский район Целиноградской области, Казахская ССР. Герой Социалистического Труда (1948).

## Биография
Родился в 1888 году в крестьянской семье в селе Коржункуль (ныне — Егиндыкольского района).
С раннего детства занимался батрачеством. Во время коллективизации одним из первых вступил в местный колхоз (позднее — мясной совхоз «Арыктинский») Кургальджинского района.
В 1947 году вырастил при табунном содержании 64 жеребёнка от 64 кобыл. Указом Президиума Верховного Совета СССР от 23 июля 1948 года «за получение высокой продуктивности животноводства в 1947 году» удостоен звания Героя Социалистического Труда с вручением ордена Ленина и золотой медали «Серп и Молот».
Избирался депутатом сельского Совета народных депутатов. Позднее заведовал совхозной конефермой.
Скончался в 1975 году, похоронен на кладбище села Арыкты.
Память
В честь Героя Социалистического труда Ж. Тюлебаева в Астане названы улица и переулок.